# ホンダ・NV
NV（エヌブイ）は、かつて本田技研工業が製造販売したオートバイのシリーズ商標である。
なお本項目では初期のアメリカンタイプのみについて解説を行う。

## 概要
NVシリーズが誕生したのは、1980年代以前のいわゆるかつての "和製アメリカン" が、ロードスポーツをベースにプルバックハンドルと段付きシートへの変更、前輪の大径化、ステップ位置をやや前方にしただけの安易な設計であったものから、より本格的なアメリカンタイプへの第一歩を踏み出した時代であった。NV750カスタムなどのホンダNVシリーズは、当時、本場のアメリカンをほとんど知らなかったホンダが手探りで作り出したバイクである。そのせいか、当時類似するバイクが存在せず、日本人の目から見ても新鮮かつ奇異に見えたものであった。その一方で、アメリカ合衆国では、疲労を感じさせず長距離移動を可能とする新世代のアメリカンバイクとして高い評価を受けることとなった。また、1983年頃から競合他社にも類似するデザインが現れ始め、ロードスポーツがベースではない専用設計のアメリカンとして、業界に影響を与えたといえるシリーズであった。

## シリーズの特徴
- 水冷VツインSOHC3バルブ（吸気2、排気1）形式
- 400ccは52度、750ccは45度のV狭角を採用
- バランサー不要の位相クランクを採用し、一次振動を低減（クランク位相角はそれぞれ、V狭角52度の400ccで76度、V狭角45度の750ccで90度である）
- シャフトドライブの採用
- 水冷であるためシリンダーのフィンは不要であったが、デザイン性を考えてあえて取り付けられている。

## NV400カスタム
前年（1982年）に発売されたNV750カスタムのコンセプトを下敷きに、1983年3月1日に発売された新世代のアメリカンバイク。最高出力43馬力/9500rpm、振動を軽減した画期的なアメリカンバイクであったが、バイク雑誌の批評では「Vツインの振動も感じられない退屈なアメリカン・・・。」といった評価も見られたこと、また、当時の流行がレーサーレプリカブームへ移行している時期であり、販売成績は芳しいものではなかった。1985年にマイナーチェンジを受けた後、1988年に登場したスティードへとバトンタッチされている。スティードにもNV400Cという型式はついていたが、別物として扱われている。たとえば、エンジンはV型狭角52度、3バルブなど基本は同じだが、NV400カスタムのエンジンがボア×ストロークが71.0×50.4mm（399cc）と比較的ショートストロークであるのに対し、スティードやブロスは64.0×62.0mm（398cc）とほぼスクエアへと変更されていることも挙げられる。
なお、ホンダはCXカスタムという縦置きVツインエンジン（OHV4バルブ2気筒、V狭角80度、73.0×47.4mm、396cc、42馬力/9500rpm、3.3kgm/7500rpm）を搭載するモデルもNV400カスタムと同日発売を開始した。エンジンはGL400カスタム（40馬力/9500rpm、3.2kgm/7500rpm）のものを改良したものである。GLやNVなどのプルバックハンドルと異なり、ハンドルは抑えの効く形状のものを採用していた。アメリカンバイクとしてはかなりユニークな存在であったが、販売実績はあまり伸びなかった。

## NV400SP
NV400カスタムと並行するように、1983年5月に登場したヨーロピアン仕様のバイクである。名前からも判断できるように、NV400カスタムと同じベースのエンジンを搭載しており、エンジンは1馬力アップされた最高出力44馬力/9500rpmを発揮する回転型である。1981年登場のCBX400Fと同じフロント・インボードベンチレーテッドディスクブレーキとブーメラン型アルミコムスターホイールを採用。ツアラーとしては高い評価を受けていたが、200kgに迫る車両重量、Vツインがもたらす腰高感（加えて足つき性も良くなかった）から、日本ではほとんど売れなかった。まともなマイナーチェンジを受けないまま1987年頃にラインナップから外れるが、コンセプトは後にブロスシリーズへと受け継がれた。カラーリングは白/赤のみである。

## NV750カスタム

### 概要
1982年12月に発売開始されたアメリカンバイク。当時は免許制度の関係もあり、ほとんどがアメリカ向けの生産となった。66馬力/7500rpm、6.8kgm/6000rpmを発生させるエンジン、6段ミッション（5段+オーバードライブ）、フロント19インチホイールに油圧式ダブルディスクブレーキ、油圧式クラッチ、バックトルクリミッター、シャフトドライブなどを装備している。リアは15インチホイールに機械式ドラムブレーキを採用。後輪サイズは140/90であり、これでもこのサイズは発売当時としては極太サイズであった。前後輪ともチューブレスタイヤである。電気式タコメーター、センタースタンドも装備。シート高760mmと2000年代以降～現在のアメリカンバイクと比べて腰高である。アメリカンといえども全般的には、より一般的なロードスポーツ車種に近い内容になっている。

### エンジン
エンジンは他の一連のNVシリーズと同様にSOHC3バルブ2プラグである。V型の狭角はNV400カスタムと異なり45度、一次振動を低減（理論上ゼロに）するための位相クランクが採用されていたのはNV400カスタムと同様であるが、V型狭角が異なるため、クランク位相角は400ccと750ccで異なる。また、ホンダCBX750F（空冷DOHC4バルブ4気筒747cc）などのエンジンでも採用されていた油圧式バルブクリアランスオートアジャスタが採用され、始動時から暖機終了後までバルブクリアランスをゼロに保つシステムを持っており、メンテナンスフリー化が図られていた。

### 特徴
コクピット中央にほぼ正方形の形をした3×3＝計9個のインジケーターがあり（左右ウィンカー、速度警告灯、燃料警告灯、ニュートラル、ODギヤ、球切れ警告灯、ハイビームなど）、その左上方に小ぶりの丸型スピードメーターが、右上方に同サイズの丸型タコメーター（レッドゾーン入り口は8000rpm、水温計つき）が装着されている。左右二本出しのマフラーは車体下部で連結される。後方シリンダー排気管はシリンダー左側面を横切って大きく左前方へ向かい、クランクケースをなぞるように300度向きを後方に変える特徴的なデザインを持つ。シート高は前述のとおりシャドウや競合他社の後発アメリカンに比べ腰高である。小ぶりの燃料タンクを演出するためか、あるいはエアインテークのスペース上の理由からか、メインタンク容量は小さく9.5Lしかないが、容量3Lのサブタンクがシート下に設けられており、合計12.5Lを確保している。メインタンクのガソリンを使い果たすと燃料警告灯が点灯するようになっている。このためか、他車にあるような手動リザーブ切替機構などはない。
乗り味はハーレーダビッドソンと比べれば振動は大幅に抑えられており全く異質なものといえるが、かといって4気筒のような低振動では決してない。不快な微振動は抑えられ、かつ2気筒の鼓動感のある振動と排気音が楽しめる独自の味付けとなっていた。一方で、4気筒DOHCバイクほどではないがレッドゾーンが高く、2気筒アメリカンの割には回してもそれなりに楽しめるエンジンであった。

### その他
1986年4月にシャドウが販売されるが、これはNV750カスタムのV型45度749ccエンジンを流用し、60馬力/7000rpm、7.0kgm/5500rpmへとやや中低速の特性に変更したものである。フロントシングルディスクブレーキ、キャストホイール、電気式タコメーター装備。車体全長はNVよりも80mm伸ばされて2310mm、シート高はNVよりも65mm下げられて695mmとなり、ゴールドメッキが多用されて、デザインもディメンションも大胆に変更されたモデルであった。レッドゾーン入口はNV750カスタムのものよりも500rpm下げられた7500rpmである。
その後登場し、2012年頃（当時）まで続いていたシャドウ750やVT750SのV型52度745ccエンジン（ボア×ストローク：79.0×76.0mm）は、NV400のものを下敷きに開発されたブロスのエンジンの発展型であり、このNV750カスタムのエンジンとは別物である。
なお、日本国内では販売されていなかったが、NV750カスタムとほぼ同じデザインでアメリカ向けにVT1100カスタムと呼ばれるモデルが存在していた。エンジンのボア×ストロークが共に拡大され（89.5×91.4mm）、1099ccの排気量となった。V型45度はNV750カスタムと同じ。最高出力78馬力/6000rpm、最大トルク10.2kgm/4000rpmを発生。